# Sphaeroma globicauda
Sphaeroma globicauda is een pissebed uit de familie Sphaeromatidae. De wetenschappelijke naam van de soort is voor het eerst geldig gepubliceerd in 1853 door James Dwight Dana.